# Heřman Kryštof Russworm
Heřman Kryštof Russworm, také zmiňován jako Hermannus Christoph Ruessworm, nebo Hermann von Rußwurm, Ruesswurm, Rosswurm, Rusworm, (srpen 1565 Hellingen – 29. listopadu 1605 Praha) byl hrabě, generál, maršálek císařských vojsk Rudolfa II., tajný rada, násilník a vrah.

## Voják tělem i duší
Pocházel z protestantského hraběcího rodu, doloženého ve Francích jako panský rod od roku 1349 a usedlého na panstvích mezi Franky a Durynskem. Narodil se jako syn Otty Russworma na rodovém sídle Hellingen v srpnu 1565. Ve svých dvaceti letech sloužil jako kornet ve vojsku Adolfa, hraběte z Moersu a zúčastnil se dobývání města Neussy. V roce 1586 vstoupil do služeb lotrinského vévody a přestoupil na katolictví. O tři roky později se stal velitelem osobní stráže maršálka Christopha Bassompierra. Mladý důstojník Russworm si mezi ostatními vojáky rychle získal pověst odvážného, ale vznětlivého a surového člověka násilnické povahy. Kvůli svému chování málem skončil na šibenici. Nejprve se dopustil vraždy mladého důstojníka a následně znásilnil mladou šlechtickou dívku, kterou měl za úkol chránit. Na příkaz maršálka Bassompierra byl za tyto činy uvězněn a odsouzen k trestu smrti. Z vězení se mu podařilo utéct a z vojska francouzské katolické ligy přeběhl do vojska jiného katolického vládce, císaře Rudolfa II. Ve svých osmadvaceti letech bojoval v nové službě jako hejtman v Uhersku proti Turkům. Postupem času si i v císařském vojsku vybudoval pověst zkušeného a neohroženého vojáka a nepřátelští Turci vyslovovali jeho jméno s úctou. Jako plukovník se vyznamenal při obléhání Ostřihomi a útok jeho jezdců se stal rozhodujícím úderem vedoucím ke zničení tureckého ležení. Tehdy také získal od císaře patent, umožňující mu naverbovat vlastní pluk, čímž se stal velitelem a majitelem samostatného vojenského uskupení, na které získával od císaře finance. V roce 1594 se úspěšný důstojník dostal až do nejužšího velení a štábu, kterému předsedal císařův bratr Matyáš, vrchní velitel habsburských vojsk v horních Uhrách. Za zásluhy v bojích byl Russworm následně jmenován generálvachmajstrem (Generalwachtmeister) a spolu s vojáky hraběte a plukovníka Viléma Trčky z Lípy a na Opočně lstí dobyl 3. září 1596 pevnost Hatvan, kterou předtím marně dva roky obléhalo vojsko Matyáše Habsburského. Slavného dobytí Rábu se Russworm nezúčastnil, ale u dalšího tažení proti Budínu už nechyběl. Během tohoto tažení se dostal opakovaně do sporu se svým nadřízeným velitelem, maršálkem Adolfem ze Schwarzenbergu, s jehož taktikou nesouhlasil a otevřeně ji kritizoval. V létě roku 1598 si Russworm dokonce na svého nadřízeného stěžoval u nejvyššího velitele Matyáše Habsburského. Ten nabídl nespokojenému generálovi službu ve svém vojsku, což ale Russworm odmítl a zůstal nadále věrný císaři.

## Podruhé ve vězení
Schwarzenberg se po čase rozhodl dlouhodobé spory se svým vzpurným a svéhlavým podřízeným ukončit jednou provždy a obvinil generála Russworma ze vzpoury. Ten se tak ocitl již podruhé ve svém životě ve vězení – v Ostřihomu, pak v Komárně a nakonec na Rábu. Na Schwarzenbergův osobní příkaz byl Russworm zcela izolován od svých blízkých, byli zatčeni i jeho sloužící a zabavena jeho plukovní pokladna a osobní majetek. Uvězněnému generálovi se ale podařilo rozeslat listy přátelům a dokonce stížnost samotnému císaři Rudolfovi II., v níž se ohradil proti vymyšlenému obvinění ze vzpoury a tvrdě kritizoval vojenskou taktiku maršálka Adolfa Schwarzenberga. Na stranu uvězněného generála se písemně postavili také velitelé říšských pluků, hejtmani a nižší velitelé. Russworm ale odmítal čekat na nejistou milost od císaře a s pomocí přátel uprchl z vězení do Prahy. Zde se snažil císaře přesvědčit o své nevině a výsledek se zanedlouho dostavil. Císař rozhodl, že Russworm má být postaven před soud v Uhrách, tedy tam, kde se nacházelo polní ležení a kde mohla druhá strana proti jeho osobě intrikovat méně, než třeba v Praze. Okamžitě byli také propuštěni jeho sloužící a byl mu navrácen zabavený majetek včetně osobních klenotů. Císařův dekret o vrácení Russwormova majetku však dvakrát záhadně zmizel a generál jej obdržel až na třetí pokus. Bylo zjevné, že i přátelé maršálka Schwarzenberga mají svůj vliv u dvora a nezastaví se před ničím. Nebezpečná situace se sama vyřešila roku 1600, když byl maršálek Adolf ze Schwarzenbergu zastřelen vlastními vojáky v pevnosti v Pápě. Po jeho smrti byl Russworm omilostněn.

## Císařův věrný maršálek

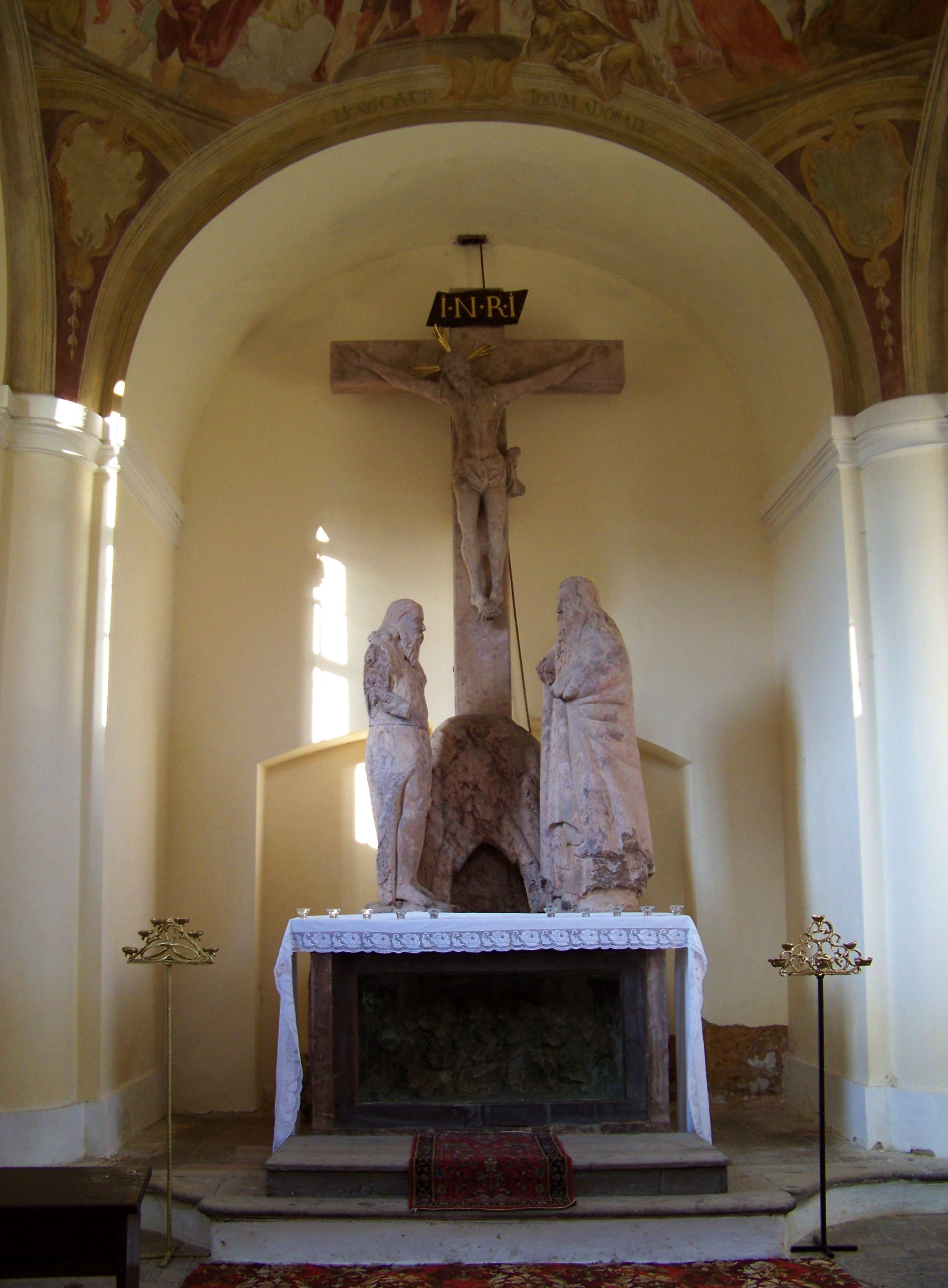
Sousoší Zjevení sv. Jana Křtitele poustevníku Ivanovi nechal Russworm zhotovit v roce 1602

Russworm se vrátil do Prahy a ve službách císaře pokračoval v budování své kariéry. Doba byla víc než vhodná, jelikož císař Rudolf II. prožíval v období kolem roku 1600 těžkou psychickou krizi a důvěřoval pouze svým vojákům. Russworm byl v tu dobu císaři často nablízku a jeho loajalita přinesla plody. 15. července 1601 byl jmenován polním maršálkem dalšího uherského tažení proti Turkům. Významně se podílel na dobytí Stoličního Bělehradu (Székesfehérvár), zúčastnil se i dobytí Pešti a v listopadu 1601 porazil čtyřnásobnou přesilu tureckých vojsk. Až do roku 1605 se Russworm zdržoval střídavě v Uhrách a v Praze, kam se často vracel, aby neztratil kontakt s dvorem a také aby si tu užil radovánek. V čele svých přátel a důstojníků pak táhl Prahou od hospody k hospodě a tyto výpravy často končily konfliktem s místními obyvateli. Ze svědectví jednoho z Russwormových přátel, Francoise Bassompierra, se nám dochovala historka z roku 1604, kdy se Russworm pokusil v hostinci na Novém Městě v Praze znásilnit dceru hostinského. Roku 1605 skončil Russworm nakrátko opět ve vězení, když se opilý s přáteli hlučně veselil na ulici v době masopustu, a to i přesto, že Rudolf II. oslavy masopustu zakázal. Císař ale svému věrnému maršálkovi odpouštěl a Russworm měl i nadále jeho plnou důvěru, což se projevilo i tím, že se svými vojáky osobně hlídal komnaty císaře. V té době už se ale začala situace u dvora pozvolna měnit. Počet Russwormových nepřátel pomalu ale jistě narůstal a stále většímu počtu osob vadil jeho silný osobní vliv na Rudolfa II.

## Osudný souboj
Vzájemná žárlivost mezi Russwormem a dalšími císařovými oblíbenci, vysokými důstojníky italského původu, v jejichž čele stáli bratři Jan Jakub a Francesco Belgioiosové, se nakonec stala osudnou pro všechny zúčastněné. Ve Vlašské ulici v Praze si v červenci 1605 na Russworma a jeho přátele počíhala skupinka ozbrojenců vedená Franceskem Belgioiosem. Došlo k boji. Šarvátka skončila smrtí italského útočníka a Russwormovým zatčením. Souboje byly sice přísně zakázány, ale Russworm byl přesvědčen, že vězení brzy opustí, jelikož bylo zřejmé, že se stal obětí léčky a provokace. Císař se ale zachoval zcela nečekaně. Neudělal vůbec nic pro záchranu svého věrného Russworma a ten čekal dlouhé týdny ve vězení. Jeho nepřátelé se zatím snažili ze všech sil císaře přesvědčit, aby údajného provinilce co nejpřísněji potrestal. Tvrdý trest požadoval především bratr zavražděného Francesca, Jan Jakub, hrabě Belgioioso a dále mocní Lobkovicové, kteří Russworma činili odpovědným za sebevraždu Adama Havla Popela z Lobkovic, k níž došlo v roce 1605. Nenávist k uvězněnému údajně pociťoval i tehdy vlivný nejvyšší komoří Rudolfa II. Filip Lang a také císařův bratr Matyáš. V listopadu 1605 císař odsoudil Heřmana Kryštofa Russworma k trestu smrti.
Ke stejnému trestu byli odsouzeni i tři Russwormovi služebníci, kteří se incidentu zúčastnili. Údajný hlavní viník, Russwormův sluha Furlani, který prý Franceska Belgioiosa osobně zabil, byl sám zabit ozbrojenci při svém zatčení.

## Poprava na Staroměstské radnici
Brzy ráno 29. listopadu 1605 byl Heřman Kryštof Russworm popraven ve velké síni Staroměstské radnice, když mu kat Jan Mydlář uťal hlavu. Russworm byl pochován v kostele Panny Marie Sněžné. Několik hodin po popravě (snad údajně pouhou hodinu po ní) dorazil na Staroměstskou radnici spěšný posel s osobním listem od Rudolfa II., který udělil Russwormovi milost a žádal jeho okamžité propuštění. Krátce po popravě se všechny úřední spisy o soudním procesu s Heřmanem Kryštofem Russwormem záhadně ztratily.

## V kultuře
- Je vedlejší postavou ve slavné dvoudílné historické komedii Císařův pekař - Pekařův císař z roku 1951 v podání Zdenka Štěpánka
- historický román Miloše Václava Kratochvíla, Osamělý rváč pojednává o jeho životě